# Die Sims (Computerspiel)
Die Sims ist ein Computerspiel und erster Teil der gleichnamigen Spielereihe. Das Spiel wurde vom US-amerikanischen Unternehmen Electronic Arts unter seinen Labels Maxis und EA Games entwickelt und veröffentlicht. Die Sims ist eine Lebenssimulation, in der der Spieler auf Aktionen und Entscheidungen der Spielfiguren – genannt Sims – Einfluss nimmt. 

## Musik
Die Musik wurde zum größten Teil eigens für das Spiel komponiert: Einerseits gibt es die übliche Hintergrundmusik, die in den Menüs und in Nachbarschaften gespielt wird, andererseits die Musik, die in der virtuellen Realität aus dem Radio kommt: Pop, Latin, Heavy Metal und weiteren Musikrichtungen (mit simlishen Texten) oder, für die Klassik-Fans unter den Sims, Klavierwerke von Wolfgang Amadeus Mozart. Außerdem ist im Menü Firth of Fifth von Genesis zu hören. Zudem gibt es die Möglichkeit, dass die Sims selbst Musik machen, indem sie an den Instrumenten (z. B. Klavier) spielen oder üben, die Bestandteile der Einrichtung sein können.

## Erweiterungspakete
Der kommerzielle Erfolg des Spieles führte zur Veröffentlichung von insgesamt sieben Erweiterungen (Add-ons):
| Deutscher Titel    | Originaltitel | Erschienen     | Beschreibung | Thema                                      |
| ------------------ | ------------- | -------------- | --- | ------------------------------------------ |
| Das volle Leben    | Livin' large  | August 2000    | In dieser Erweiterung für Die Sims gibt es einerseits neue Möbel, andererseits auch neue Möglichkeiten für die Sims. Z. B können sie jetzt einem Geist begegnen. Zudem kann man, bei dem Tod eines Sims, einen Anderen dazu veranlassen, bei dem Sensenmann um den Sim zu „betteln“           | Klassisch (Anfang 21. Jahrhundert)         |
| Party ohne Ende    | House Party   | März 2001      | Das Feiern von Partys ist in diesem Erweiterungspaket vereinfacht und wird untermalt von „Partyobjekten“ wie: Mischpult, Serviertisch, Tanzfläche, bunte Scheinwerfer usw. Zudem kann man einen Partyservice beauftragen, den Gastgeber zu unterstützen.                                      | Partyobjekte                               |
| Hot Date           | Hot Date      | November 2001  | Es gibt einen Downtown-Bereich mit Restaurants, Geschäften, Parks etc. in denen die Sims ein Rendezvous finden können. Außerdem gibt es nun im Bereich „Freunde“ eine langfristige Beziehungsleiste.                                                                                          | Stadtzentrum                               |
| Urlaub total       | Vacation      | März 2002      | Die Sims können auf der neuen Ferieninsel in den schneebedeckten Bergen, im Wald und am Meer Urlaub machen. | Berg, Strand, Camping                      |
| Tierisch gut drauf | Unleashed     | September 2002 | Mit diesem Erweiterungspaket haben die Sims auch Haustiere – Hunde und Katzen, aber auch Vögel, Fische oder Echsen. Außerdem ist die Nachbarschaft erheblich vergrößert und es gibt zusätzliche Gemeinschaftsplätze in der neuen Altstadt (mit Cafés, Geschäften, Haustierbedarfsläden usw.). | Klassisch (Anfang 21. Jahrhundert)         |
| Megastar           | Superstar     | März 2003      | Die Sims können Karriere als Filmstar, Model oder Sänger machen. Im neuen Studiopark sind auch berühmte (Sim-)Persönlichkeiten wie z. B. Andy Warhol, Marilyn Monroe, Avril Lavigne oder Christina Aguilera mit von der Partie.                                                               | Studio, Luxuriöses                         |
| Hokus Pokus        | Makin' Magic  | November 2003  | In dieser Erweiterung lernen die Sims das Zaubern. In der Stadt der Magie können sie nicht nur auf Gemeinschaftsplätzen ihre Zauberkünste vorführen, Zutaten für Mixturen einkaufen oder auf verrückte Rummelplätze gehen, sondern sich auch häuslich niederlassen.                           | Grau und finster, Landhausstil der Toskana |

Alle diese Erweiterungspakete enthalten jeweils eine Reihe neuer Objekte, Skins etc. Außerhalb dieser Serie gibt es noch zwei weitere Add-ons, allerdings nicht von Maxis, sondern von der Pointsoft GmbH:

## Bundles
Das Originalspiel Die Sims wurde von Electronic Arts im Laufe der Zeit in immer umfangreicheren Bundles zusammen mit Add-ons verkauft. Heute wird das Spiel laut eigenen Angaben des Publishers nur noch als Die Sims Super Deluxe XL hergestellt. Dennoch sind die früheren Versionen teilweise noch im (Online-)Handel erhältlich.
- Die Sims (Original Spiel)
- Die Sims Deluxe (enthält das Basis-Spiel und Das volle Leben)
- Die Sims Super Deluxe (enthält das Basis-Spiel, Das volle Leben und Party ohne Ende)
- Die Sims Super Deluxe XL (enthält das Basis-Spiel, Das volle Leben, Party ohne Ende und Urlaub total)
- Die Sims Mega Deluxe (enthält das Basis-Spiel, Das volle Leben, Party ohne Ende,Urlaub total und Hot Date, derzeit nur in den USA erhältlich)
- The Sims Complete Collection (enthält alle Die-Sims-Erweiterungspacks, in Deutschland nicht erhältlich)

## Konsolenversionen
Zu Beginn gab es Die Sims nur für Windows und Macintosh, doch inzwischen sind auch diverse Konsolenversionen und sogar eine Version für Handys erhältlich. Alle Konsolenversionen sind konsolentypisch levelbasiert, viele Objekte müssen zum Beispiel erst freigespielt werden. Abgesehen von der ersten Version erlauben sie auf den großen Konsolen aber auch einen freien Spielmodus. Während bei den ersten beiden Konsolenversionen das Spielprinzip der einzig große Unterschied zur PC-Version bleibt, verlegt The Urbz das Spielgeschehen in die Stadt, in der es nicht mehr nur gilt, die eigenen Bedürfnisse zu erfüllen, sondern auch, sich Anerkennung bei den verschiedensten Kulturen zu verschaffen und sie selbst zu beeinflussen.
- Die Sims (PlayStation 2, Xbox, GameCube)
- Die Sims brechen aus (PlayStation 2, Xbox, GameCube / Game Boy Advance (GBA), N-Gage)
- Die Urbz: Sims in the City (PlayStation 2, Xbox, GameCube / GBA, Nintendo DS (NDS))

## Rezeption
GameStar bewertete den Spielspaß des Originalspieles mit 87 % und stufte das Spiel als „Mischung aus Daily Soap, Aufbau-Spiel und Echtzeit-Strategie“ ein, wobei der „häusliche Alltag“ simuliert werde. GameStar lobte das Spiel dafür, dass es „mehr taktischen Nervenkitzel als manche Weltraumeroberung oder Fantasyschlacht“ biete. Uni.de bezeichnet den Tamagotchi als „Vorlage“ zum Computerspiel Die Sims. Die Zeitschrift test der Stiftung Warentest bezieht sich in ihrem Bericht in der Ausgabe 7/2000 ebenfalls darauf. test lobt das Spiel als „komplex und vielseitig“, bemängelt allerdings, es sei „banal wie die TV-Soap Big Brother, aber viel fesselnder“.
Am 29. November 2012 gab das Museum of Modern Art den Erwerb von 14 Computerspielen – darunter Die Sims – für eine neue Design-Dauerausstellung in den Philip Johnson Galleries ab März 2013 bekannt. In der Bekanntmachung wurden die Titel als herausragende Vertreter im Bereich des Interaktionsdesigns bezeichnet. Kriterien waren demnach neben der visuellen Qualität und der ästhetischen Erfahrung sämtliche Aspekte, die zur Gestaltung der Interaktion beitragen, etwa die Eleganz des Programmcodes oder das Design des Spielerverhaltens.

### Auszeichnungen
- Interactive Achievement Award
  - 1999: Game of the Year
  - 2000: Game Design
  - 2000: Gameplay Engineering
  - 2002: Simulation Game of the Year (Die Sims Tierisch gut drauf)
  - 2003: Console Family Game of the Year (Die Sims brechen aus)
  - 2003: Simulation Game of the Year (Die Sims Megastar)

- Spike Video Game Awards
  - 2008: Gamer God (Will Wright, für Die Sims und Spore)

- Game Developers Choice Awards
  - 2001: Game of the Year
  - 2001: Lifetime Achievement Award (Will Wright für Die Sims)
  - 2001: Excellent in Programming

## Nachfolger

### Die Sims 2
Die Sims 2 ist der Nachfolger von Die Sims. Zu Beginn des Spiels stehen dem Spieler drei Nachbarschaften zum Spielen zur Verfügung (Schönsichtingen, Merkwürdighausen und Veronaville). Die Sims 2 wird mit Software-Erweiterungen unterschiedlicher Größe um zusätzliche Inhalte ergänzt. Dabei handelt es sich in der Regel etwa um neue Kleidungsstücke für die Spielfiguren oder neue Möbelstücke für deren Wohnungen.
Erweiterungspacks: Wilde Campus-Jahre, Nightlife, Open for Business, Haustiere, Gute Reise, Vier Jahreszeiten, Freizeit-Spaß, Apartment-Leben.
Der Lebenszyklus wurde in Die Sims 2 stark erweitert. Der Sim durchlebt nun neben dem Baby-, Kindes- und Erwachsenenalter auch noch die Altersstufen Kleinkind, Teenager und Knacker. Mit dem Erweitungspack kommen noch Junge Erwachsene hinzu. Jede Altersstufe hat eine gewisse Zeitdauer, welche in einer Leiste unterhalb des Porträts angezeigt wird. Ist der Zyklus abgelaufen, so stirbt der Sim als „alter Knacker“ an Altersschwäche.